# Liam Walker
Liam Walker, född 13 april 1988 i Gibraltar, är en gibraltisk fotbollsspelare som spelar för St Joseph's och Gibraltars landslag.

## Karriär

### Klubblagskarriär
I början av sin seniorkarriär spelade Walker för olika klubbar i det spanska ligasystemet. Han kontrakterades 2012 av Portsmouth efter att ha imponerat på klubben under deras träningsläger i Spanien. Walker spelade en säsong för Portsmouth och gjorde bra ifrån sig, men efter att förhandlingar strandat med såväl en skotsk som en grekisk klubb skrev Walker på för sin tidigare klubb San Roque.
Walker har därefter bland annat spelat för Bnei Yehuda och Notts County. Sedan 2024 representerar han St Joseph's i den gibraltiska ligan.

### Landslagskarriär
Walker har spelat för Gibraltars landslag sedan Gibraltars fotbollsförbund blev medlemmar i Uefa 2013. Dessförinnan representerade han Gibraltar i flera inofficiella sammanhang, exempelvis vid Internationella öspelen.
Walker gjorde Gibraltars första mål i en VM-kvalmatch, mot Grekland 2016. Han har 2024 gjort fem landslagsmål, flest någonsin för laget, ett rekord han delar med Roy Chipolina.